# Jacob Anderson
Jacob Anderson (Bristol, 18 juni 1990) is een Brits acteur en zanger, als zanger is hij actief onder de naam Raleigh Ritchie.

## Televisiecarrière
Anderson begon in 2003 met acteren in de korte film Pool Shark, waarna hij nog meerdere rollen speelde in films en televisieseries. Hij is het meest bekend van zijn rol als Grey Worm in de televisieserie Game of Thrones waar hij al in 34 afleveringen speelde (2013-2019). Voor deze rol werd hij in 2015 samen met de cast genomineerd voor een Screen Actors Guild Awards in de categorie Beste Optreden door een Cast in een Dramaserie.

## Muziekcarrière
Anderson is als zanger actief onder de naam Raleigh Ritchie. In 2013 kreeg hij een contract van Columbia Records, en maakte onder hun naam meteen een album met de naam The Middle Child. In 2014 kwam zijn tweede album uit met de naam Black and Blue. Naast deze albums heeft hij ook diverse liedjes uitgebracht en is ook actief in de musicalwereld. In 2015 gaat hij samen met George Ezra op tournee door Engeland.

## Filmografie

### Films
Uitgezonderd korte films.
- 2024 Timestalker - als Scipio
- 2018 Overlord - als Dawson
- 2012 Comedown - als Lloyd
- 2012 Offender - als Patrick
- 2011 Demons Never Die - als Sachin
- 2010 4.3.2.1. - als Angelo
- 2010 Royal Wedding - als Wesley
- 2010 Chatroom - als Si
- 2009 Gunrush - als Leo
- 2008 Adulthood - als Omen
- 2008 The Things I Haven't Told You - als Danny Rae
- 2008 West 10 LDN - als Benji

### Televisieseries
Uitgezonderd eenmalige gastrollen.
- 2022-2024 Interview with the Vampire - als Louis de Pointe du Lac - 10 afl.
- 2021-2022 Doctor Who - als Inston Vee Vinder - 7 afl.
- 2013-2019 Game of Thrones - als Grey Worm - 34 afl.
- 2013-2014 The Mimic - als Steven Coombs - 10 afl.
- 2013 Broadchurch - als Dean Thomas - 6 afl.
- 2012 Episodes - als Kevin - 8 afl.
- 2012 Silent Witness - als Dave - 2 afl.
- 2011 Injustice - als Simon - 3 afl.

## Discografie

### Albums
- 2020 Andy
- 2016 You're a Man now, Boy
- 2014 Black and Blue Point Two
- 2014 Black and Blue
- 2013 The Middle Child

### Singles
- 2015 The Greatest
- 2014 Birthday Girl
- 2014 Cuckoo
- 2014 Stronger Than Ever

- Bibliothèque nationale de France: cb16701908p (data)
- Gemeinsame Normdatei: 1084143755
- International Standard Name Identifier: 0000 0004 1849 7094
- Library of Congress Control Number: no2018045422
- MusicBrainz: 17974c19-6b8e-4f3c-a3ef-5533a5ad456f
- Virtual International Authority File: 305230507
- WorldCat: E39PBJkdgvWdPFKyfgY3Kw6xjC